# Authe
 Authe  es una población y comuna francesa, en la región de Champaña-Ardenas, departamento de Ardenas, en el distrito de Vouziers y cantón de Le Chesne.
Está integrada en la Communauté de communes de l'Argonne Ardennaise.

## Demografía
| 336 | 331 | 347 | 365 | 370 | 396 | 394 | 378 | lac. | lac. | 349 | 342 | 367 | 365 | 361 | 351 | 337 | 334 | 311 | 280 | 245 | 243 | 211 | 184 | 164 | 141 | 143 | 125 | 96 | 87 | 83 | 94 | 93 | 93 |
| Para los censos de 1962 a 1999 la población legal corresponde a la población sin duplicidades (Fuente: INSEE [Consultar]) |     |     |     |     |     |     |     |      |      |     |     |     |     |     |     |     |     |     |     |     |     |     |     |     |     |     |     |    |    |    |    |    |    |